# Egil Gjelland

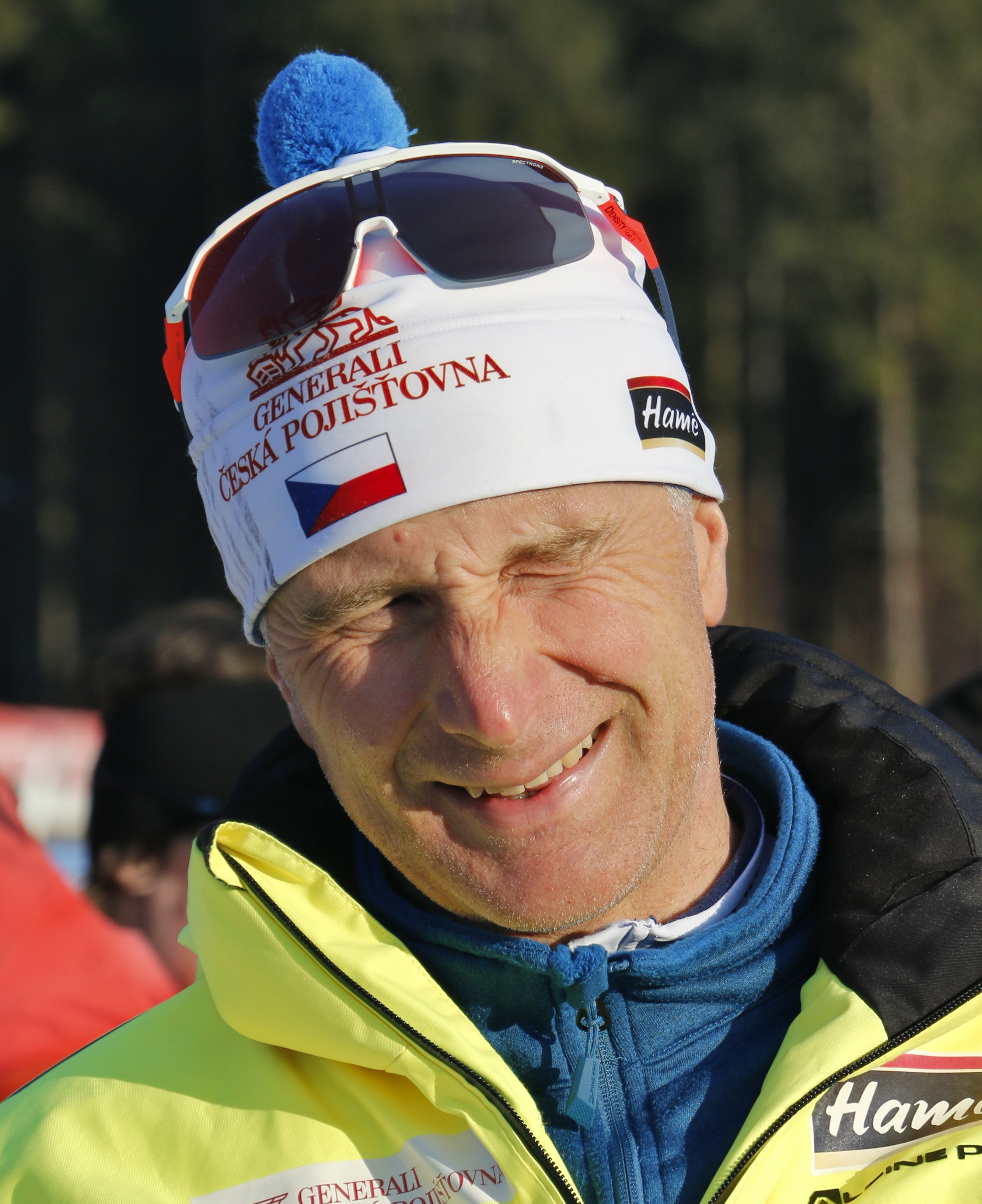
Egil Gjelland (2023)

Egil Gjelland, född 12 november 1973 i Voss är en norsk före detta skidskytt. Han är gift med Ann-Elen Skjelbreid, syster till Liv Grete Poirée.

## Meriter
Olympiska vinterspel
- 1998: Stafett – silver
- 2002: Stafett – guld

 Världsmästerskap
- 1997: Stafett – silver
- 2000: Stafett – silver
- 2001: Stafett – brons
- 2004: Stafett – silver
- 2005: Stafett – guld

 Världscupen:
- Världscupen totalt
  - 2001: 7:a
- Världscupen, delcuper
  - 2001: Masstart  4:a
  - 2004; Distans 4:a
- Världscuptävlingar: 1 seger (fram till mars 2006)